# Please Stay
Singles de Kylie Minogue
Kids
(2000) Your Disco Needs You
(2001)
Please Stay est un single de l'album de Kylie Minogue, Light Years (2000).